# Silas Carrere
Silas Carrere (Ourinhos, 13 de abril de 1956) é um ex-futebolista brasileiro, que atuava como goleiro.

## Carreira
Silas começou jogando na equipe de sua cidade, do bairro Vila da Barra Funda. Também atuou no Milan, da Vila Margarida, antes de defender o União Bandeirantes, onde ficou de 1975 a 1979. Teve uma passagem pelo Matsubara, em 1976.
Atuou pelo Marília AC entre 1980 e 1982, quando se destacou e chegou ao Santos FC.
No Peixe, Silas não conseguiu se firmar como titular. Chegou a disputar posição com Marolla e Ademir Maria, mas com a chegada do uruguaio Rodolfo Rodriguez, em 83, ficou praticamente impossível a briga.
Chegou em maio de 1985 à Internacional de Limeira onde, em 1986, viveu o melhor momento de sua carreira com a conquista do título estadual.. É o terceiro jogador que mais vestiu a camisa do time. Ficou no clube até 1990
Jogou ainda por Guarani e São Bento em 1991 e encerrou a carreira no São José, em 1992.

## Títulos
Santos FC
- Campeão Paulista: 1984

Internacional de Limeira
- Campeão Paulista: 1986[18]
- Campeão Brasileiro 2ª Divisão: 1988